# Abatoleon bruneri
Abatoleon bruneri är en insektsart som först beskrevs av Alayo 1968.  Abatoleon bruneri ingår i släktet Abatoleon och familjen myrlejonsländor. Inga underarter finns listade i Catalogue of Life.